# Slag bij Guard Hill
De Slag bij Guard Hill of de Slag bij Crooked Run vond plaats op 16 augustus 1864 in Warren County, Virginia als deel van de veldtochten in de Shenandoahvallei van 1864 tijdens de Amerikaanse Burgeroorlog.
In de loop van de ochtend van 16 augustus 1864 overvielen Zuidelijke cavaleristen de Noordelijke voorposten bij Front Royal aan de Shenadoah. De Noordelijken werden achternagezeten langs de Front Royal Pike tot in Guard Hill. Daar werden ze opgewacht door een Noordelijke cavaleriebrigade aangevoerd door brigadegeneraal Thomas C. Devin. De Zuidelijken leden veel verliezen. De brigade van William T. Wofford probeerde nog via Crooked Run de Noordelijke stellingen te flankeren. Ze werden echter aangevallen door twee brigades van New York en verloren meer dan 300 krijgsgevangenen. De brigade van George A. Custer versterkte Devins linie langs Crooked Run. De Noordelijken dienden uiteindelijk terug te trekken toen de Zuidelijken artillerie opstelden op Guard Hill.